# Самі Аллаґі
Самі Аллаґі (нім. Sami Allagui, араб. سامي العلاقي, *нар. 28 травня 1986, Дюссельдорф) — туніський футболіст, нападник берлінської «Герти» та національної збірної Тунісу.

## Клубна кар'єра
Народився 28 травня 1986 року в місті Дюссельдорф. Вихованець юнацьких команд футбольних клубів «Бюдеріх», «Фортуна» (Дюссельдорф) та «Алеманія» (Аахен).
У дорослому футболі дебютував 2005 року виступами за команду клубу «Андерлехт», в якій провів два сезони, взявши участь лише у 1 матчі чемпіонату.
Згодом з 2007 по 2010 рік грав у складі команд клубів «Руселаре», «Карл Цейс» та «Гройтер».
Своєю грою за останню команду привернув увагу представників тренерського штабу клубу «Майнц 05», до складу якого приєднався 2010 року. Відіграв за клуб з Майнца наступні два сезони своєї ігрової кар'єри. Більшість часу, проведеного у складі «Майнца», був основним гравцем атакувальної ланки команди.
До складу клубу «Герта» (Берлін) приєднався 2012 року. Наразі встиг відіграти 5 матчів в національному чемпіонаті.

## Виступи за збірну
У 2008 році дебютував в офіційних матчах у складі національної збірної Тунісу. Наразі провів у формі головної команди країни 22 матчі, забивши 5 голів.
У складі збірної був учасником Кубка африканських націй 2012 року, що проходив у Габоні та Екваторіальній Гвінеї.

## Титули і досягнення
- Чемпіон Бельгії (1):

«Андерлехт»: 2005–06
- Володар Суперкубка Бельгії (2):

«Андерлехт»: 2006, 2007